# Conselho Militar de Salvação Nacional

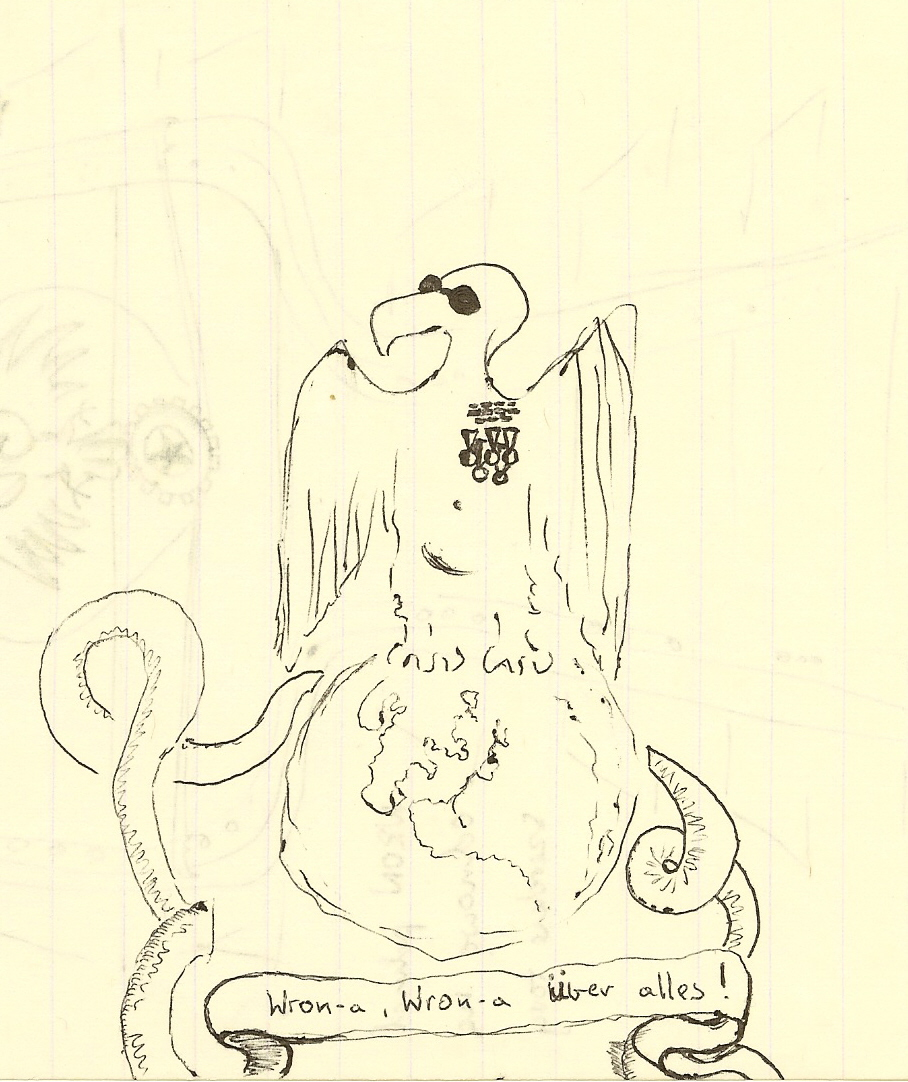
"WRONa, WRONa über alles", um folheto político caricatural da década de 1980. O "Corvo" está usando óculos escuros tal como o General Jaruzelski frequentemente usava.

O Conselho Militar de Salvação Nacional (em polonês/polaco:  Wojskowa Rada Ocalenia Narodowego, abreviado WRON) foi uma junta militar que administrou a República Popular da Polônia durante o período da lei marcial na Polônia (1981-1983).
O corpo foi criado em 13 de dezembro de 1981 e foi dissolvido em 22 de julho de 1983. Era composto por 21 membros: quinze generais, um almirante e cinco coronéis. Entre os membros mais notáveis foram os generais Wojciech Jaruzelski, Florian Siwicki, Michał Janiszewski e Czesław Kiszczak. Um membro, o tenente-coronel Mirosław Hermaszewski, foi incluído sem o seu consentimento e conhecimento.